# Лисин, Александр Александрович
Александр Александрович Лисин (31 октября 1971) — казахстанский футболист, тренер. С 17 лет начал играть за целиноградскую команду «Целинник», где провел десять сезонов. В 1998 году играл за другой городской клуб «Наша Кампания», но через год снова начал играть за свою первую команду (к тому времени команда называлось «Астана»).
В 1994 году был вызван в национальную сборную Казахстана на Международный товарищеский турнир в Ташкенте, где сыграл все четыре матча.